# Ron Atias
Ron Atias –en hebreo, רון אטיאס– (Be'er Ya'akov, 19 de abril de 1995) es un deportista israelí que compite en taekwondo. Ganó una medalla de plata en el Campeonato Europeo de Taekwondo de 2016, en la categoría de –58 kg.

## Palmarés internacional
| Campeonato Europeo | Campeonato Europeo | Campeonato Europeo | Campeonato Europeo |
| Año                | Lugar              | Medalla            | Categoría          |
| ------------------ | ------------------ | ------------------ | ------------------ |
| 2016               | Montreux (Suiza)   | Medalla de plata   | –58 kg             |